# Tres metros sobre el cielo
Tres Metros Sobre El Cielo (no Brasil: Paixão Sem Limites) é um filme de drama espanhol de 2010, dirigido por Fernando González Molina e protagonizado por Mario Casas e María Valverde. Baseado no romance Três Metros Acima do Céu (Tre Metri Sopra il Cielo), publicado pelo italiano Federico Moccia, estreou a 3 de dezembro de 2010 e tornou-se não apenas no maior lançamento de 2010, mas no filme de maior bilheteira do ano em Espanha. Esta já é a segunda adaptação cinematográfica do livro, tendo sido a primeira produzida em 2004 e dirigida por Luca Lucini.

## Sinopse
Dois jovens, que pertencem a mundos diferentes, apaixonam-se e mergulham numa emocionante jornada de descobertas. Babi (Maria Valverde) é uma menina de classe alta, inocente, educada dentro de princípios rígidos. Hache (Mario Casas) é um rapaz rebelde, impulsivo, que adora viver perigosamente e está sempre participando em corridas ilegais de motocicletas. Os dois vão lutar contra preconceitos e contra todos, inclusive contra uma personagem que aparece no segundo filme da saga que irá fazer de tudo para que Hache se envolva com ela. Uma história de amor digna de Romeu e Julieta.

## Elenco
- Mario Casas ... Hache - Hugo Oliveira
- María Valverde ... Babi
- Álvaro Cervantes ... Pollo
- Marina Salas ... Katina
- Lucho Fernández ... El Chino
- Andrea Duro ... Mara
- Nerea Camacho ... Daniela
- Diego Martín ... Alejandro
- Cristina Plazas ... Rafaela
- Jordi Bosch ... Claudio
- Joan Crosas ... Padre H.
- Cristina Dilla ... Madre H.
- Pablo Rivero ... Gustavo
- Marta Martín ... Silvia
- Víctor Sevilla ... El Ventura
- Daniel Casadellà ... El Palote
- Danny Herrera ... El Travolta
- Marcel Borràs ... Chico
- Carlos Olalla ... Felipe Santamaría
- Blanca Martínez ... Marina
- Henar Jiménez ... Berta
- Anna Viñas ... Alicia
- Juan Pablo Shuk ... Tipo agredido
- Pere Ventura ... Abogado H.
- Òscar Rabadan ... Abogado acusación
- Àlex Maruny ... Rubén
- Ariadna Gaya ... Silvia Ruiz
- Iván Luengo ... Niño H.
- Naomi Alves ... Niña Babi
- Carolina Clemente ... Inés
- Lina Forero ... Rossana
- Ricardo Mestres ... Tipejo
- Amparo Fernández ... Jueza
- Clara Segura ... La Forga
- Julen Porro ... Pablito
- Jorge Gudiel ... El Benito
- Juan Antonio del Fresno ... El Goku
- Gerard Peña ... Trullols
- Alberto Carrillo ... Pizzero
- Francesc Martinell ... Policía
- Laura Molina ... Niña colegio

## Bilheteria
O filme foi a produção espanhola com maiores receitas no seu primeiro fim de semana de bilheteira, com € 2.099.601 e 323.515 espectadores. Dentro de três semanas do seu lançamento, conseguiu tornar-se na maior bilheteira espanhola de 2010, em Espanha, mais de Los ojos de Julia e Que se mueran los feos, e ultrapassou um milhão de espectadores. 3MSC, como também é conhecido, encerrou 2010 com 8.464.994,39 euros coletados, e com 1.331.895 espectadores.

## Sequência
Devido ao grande sucesso de bilheteria do filme, sua produtora, Antena 3 Films, encomendou a sequência, que terá o mesmo nome como o segundo romance de Federico Moccia: Tengo ganas de ti.
Os protagonistas, Mario Casas e María Valverde, bem como o diretor do filme, Fernando González Molina são confirmadas. O filme estreou em 22 de junho de 2012 nos cinemas da Espanha.